# Ransom (Kansas)
Ransom è un comune degli Stati Uniti d'America, situato nello Stato del Kansas, nella Contea di Ness.